# Kaiserslautern
Kaiserslautern is een kreisvrije stad in het zuiden van de Duitse deelstaat Rijnland-Palts. De stad telt 99.662 inwoners (31 december 2020) op een oppervlakte van 139,72 km².
Kaiserslautern is een industrie- en universiteitsstad aan de noordwestelijke rand van het Paltserwoud.

## Geografie

### Omgeving
Kaiserslautern ligt 236 meter boven zeeniveau aan de noordwestelijke rand van het Paltserwoud in het bekken van Kaiserslautern. Door de stad vloeit de Lauter, maar in het stadscentrum is deze waterloop overwelfd, zodat deze niet te zien is. De dichtstbijzijnde grote steden zijn Ludwigshafen am Rhein en Mannheim, ca. 50 km oostelijk, Mainz, ca. 70 km noordoostelijk, Karlsruhe, ca. 70 km zuidoostelijk, en Saarbrücken, ca. 60 km westzuidwestelijk.

### Klimaat
Kaiserslautern ligt in de gematigde klimaatzone met het hele jaar neerslag. In vergelijking met andere regio's in Duitsland heeft Kaiserslautern een relatief warm klimaat. Door haar ligging aan de lijzijde van de Hunsrück en de Eifel wordt neerslag bij noordwestelijke weersgesteldheid meestal tegengehouden.
| Maand       | Jan | Feb | Maa | Apr | Mei | Jun | Jul | Aug | Sep | Okt | Nov | Dec |
| Maximaal °C | 4   | 5   | 10  | 13  | 19  | 22  | 25  | 25  | 20  | 15  | 9   | 5   |
| Minimaal °C | –1  | –2  | 2   | 3   | 8   | 12  | 14  | 13  | 9   | 6   | 3   | 1   |

### Stadsindeling
Het gebied van de kernstad van Kaiserslautern is traditioneel in 5 delen opgedeeld, die door de kleuren blauw (zuidwesten), wit (westen), geel (noordwesten), rood (noordoosten) en groen (zuidoosten) worden gekenmerkt. Deze kleuren vindt men nog terug op de emailschildjes die huisnummers weergeven ook de oude straatnaambordjes waren in de kleur van het gebied waartoe men behoorde. Verder vindt men nog namen als bijvoorbeeld "groene apotheek" of "rode apotheek". Deze indeling werd door de Franse bezettingsadministratie in de 18de eeuw ingevoerd.
Bij de samensmelting van Kaiserslautern met de omliggende gemeenten werd de stad in 18 delen opgesplitst, met hun eigen raad (Ortsbeirat), om dichter bij de burger te kunnen staan:
- Innenstadt Ost
- Innenstadt Südwest
- Innenstadt West / Kotten
- Innenstadt Nord / Kaisersberg met Engelshof
- Grübentälchen / Volkspart met Eselsfürth
- Betzenberg
- Lämmchesberg / Universitätswohnstadt
- Bännjer-Rück / Karl-Pfaff-Siedlung
- Kaiserslautern-West met Am Belzappel, Bahnheim, Fischerruck en Vogelweh
- Erzhütten-Wiesenthalerhof
- Einsiedlerhof
- Morlautern met Waldorf
- Erlenbach met Gersweilerhof
- Mölschbach
- Dansenberg
- Hohenecken met Espensteig
- Siegelbach
- Erfenbach met Lampertsmühle en het huidige niet meer af te grenzen Stockborn

In 2002 werden de raden voor de kernstad afgeschaft, zodat enkel noch Einsiedlerhof, Morlautern, Erlenbach, Mölschbach, Dansenberg, Hohenecken, Siegelbach en Erfenbach hun eigen Ortsbeirat hebben.

## Geschiedenis

### Geschiedenis tot 1900
De omgeving rond Kaiserslautern is sinds het neolithicum (bandkeramische cultuur, 6000 - 5000 v.Chr.) bewoond. Er zijn ook sporen teruggevonden van een Romeinse nederzetting. Rond 860 wordt de Villa Luthra voor de eerste maal schriftelijk opgetekend. Na 1152 liet Barbarossa hier een palts oprichten, daarom is Barbarossastad vandaag nog altijd een bijnaam van Kaiserslautern. Een eeuw later, in 1276, gaf Rudolf van Habsburg de plaats Lautern stadsrechten. In het jaar 1375 wordt de stad aan de Rijn-Palts verpand.
Van 1576 tot 1592 was de stad de zetel van een afzonderlijk vorstendom Palts-Lautern. Na 1571 liet Johan Casimir van Palts-Lautern naast de Barbarossaburcht een slot bouwen. Tijdens de Dertigjarige Oorlog werd de stad meermaals aangevallen en bezet. In 1688, tijdens de Negenjarige Oorlog, en daarna tijdens de Spaanse Successieoorlog in 1703 werd de stad door de Fransen bezet. Het slot en de burcht worden daarop opgeblazen. Na de napoleontische oorlogen kwam Kaiserslautern in 1801 onder Frans bewind en werd het de hoofdplaats van een onderprefectuur. Na de bevrijdingsoorlogen in 1816 kwam de Palts in Beierse handen. Tijdens de revolutie van 1849 resideerde in de Fruchthalle een voorlopige regering, die de onafhankelijkheid van de Palts ten opzichte van Beieren uitsprak.
Na 1850 ontwikkelde Kaiserslautern zich als een industriestad door de stichting van fabrieken zoals de Kammgarnspinnerij en de naaimachinefabriek Pfaff. Hierdoor werd Kaiserslautern de belangrijkste industriestad van de Palts.

### Geschiedenis sinds de 20e eeuw
Na de Eerste Wereldoorlog stond de stad tot 1930 onder Frans bestuur. Hiertegen waren er in 1923/24 opstanden.
In maart 1933 begon de nationaalsocialistische tijd in Kaiserslautern. De stad had toen nog 648 Joodse inwoners, tegen 765 in 1932. Door de maatregelen tegen de Joden, die begonnen in 1933, verlieten velen de stad. De meesten die nog in Kaiserslautern woonden, werden op 22 oktober naar Gurs in het zuiden van Frankrijk gedeporteerd. In augustus 1942 zijn de overblijvende Joden naar de gaskamers van Auschwitz en Majdanek gevoerd.
Tijdens de Tweede Wereldoorlog waren er vele luchtaanvallen op Kaiserslautern en de bevolking werd meerdere malen geëvacueerd. Bij grote luchtaanvallen in 1944/45 werd de stad bijna volledig verwoest. Op 20 maart 1945 werd de stad door Amerikanen ingenomen.
Na de oorlog werd de stad snel opnieuw opgebouwd, omdat er een groot tekort was aan huizen. Vele mensen die de stad tijdens de oorlog verlaten hadden, keerden terug. Tegelijkertijd werd de stad de standplaats van het grootste garnizoen van het Amerikaanse leger buiten de Verenigde Staten. Door de annexatie van omliggende gemeenten werd Kaiserslautern vanaf 1969 een grote stad. In 1970 werd de Technische Universiteit Kaiserslautern opgericht.
In de daaropvolgende jaren bloeide de industrie weer op, maar dit was niet van lange duur. De grote ondernemingen in Kaiserslautern gingen failliet of moesten mensen ontslaan om rendabel te blijven. Tegenwoordig gaat het weer beter; de laatste jaren zijn verschillende onderzoekscentra geopend die verbonden zijn met de universiteit, waardoor de braindrain minder sterk is.

## Amerikanen in Kaiserslautern
In en om Kaiserslautern wonen ongeveer 48.000 Amerikanen - soldaten, soldaten op rust, burgerlijk aangestelde Amerikanen en hun familie - die in de militaire gemeente Kaiserslautern (KMC: Kaiserslautern Military Community) georganiseerd zijn. De sterke aanwezigheid van Amerikanen. Groot-Kaiserslautern is de grootste Amerikaanse nederzetting buiten de Verenigde Staten; dit hangt samen met de vliegbasis Ramstein, een luchtmachtondersteuningspunt in Ramstein-Miesenbach, 10 km westelijk van Kaiserslautern.
De Amerikanen zijn voor de stad en het district Kaiserslautern een belangrijke economische factor en de lokale economie heeft zich aangepast aan de Amerikanen als consumenten, klanten en huurders. Zo zijn menu's in restaurants vaak in twee talen, de Amerikaanse dollar wordt vaak geaccepteerd als betaalmiddel, naast de euro en de rekening op restaurant duidt bijna altijd de prijs in euro en dollar aan. De Amerikanen gebruiken zeer vaak de naam K-Town in plaats van Kaiserslautern. Wat ook opvalt, is het grote aantal fastfood restaurants in Kaiserslautern, er bevinden zich hier veel meer fastfoodrestaurants dan in eenzelfde stad van vergelijkbare grootte.

## Sport
Kaiserslautern is bekend vanwege zijn voetbalclub 1. FC Kaiserslautern. De stad was speelstad tijdens het WK Voetbal in 2006.

## Geboren in Kaiserlautern
- Emil Krieger (1902-1979), beeldhouwer
- Philipp Mohler (1908-1982), componist, muziekpedagoog en dirigent
- Fritz Walter (1920-2002), voetballer
- Ludwig Walter (1922-1993), voetballer
- Erna de Vries (1923-2021), joods Holocaustoverlevende
- Werner Kohlmeyer (1924-1974), voetballer
- Ottmar Walter (1924-2013), voetballer
- Gernot Rumpf (1941-2025), beeldhouwer
- Markus Merk (1962), voetbalscheidsrechter
- Philip Schulz (1979), wielrenner
- Raphael Holzdeppe (1989), atleet
- Anton Zaslavski (1989), muziekproducent
- Willi Orban (1992), voetballer
- Oliver Batista Meier (2001), voetballer

## Overleden
- Ottmar Walter (1924-2013), Duits voetballer